# Берхинг
Берхинг (нем. Berching) — город и городская община в Германии, в земле Бавария. 
Подчинён административному округу Верхний Пфальц. Входит в состав района Ноймаркт-ин-дер-Оберпфальц.  Население составляет 8523 человека (на 31 декабря 2010 года). Занимает площадь 131,18 км². Официальный код  —  09 3 73 112.
Город подразделяется на 43 городских района.

## Население
По оценке на 31 декабря 2015 года население общины Берхинг составляет 8522 чел. 

| Дата      | 1840 | 1871 | 1900 | 1925 | 1939 | 1950 | 1961 | 1970 | 1987 | 2011 |
| --------- | ---- | ---- | ---- | ---- | ---- | ---- | ---- | ---- | ---- | ---- |
| Население | 5698 | 5400 | 5501 | 6252 | 6346 | 8722 | 7268 | 7595 | 7475 | 8452 |

| Год       | 1960 | 1970 | 1980 | 1990 | 2000 | 2009 | 2010 | 2011 | 2012 | 2013 | 2014 | 2015 |
| --------- | ---- | ---- | ---- | ---- | ---- | ---- | ---- | ---- | ---- | ---- | ---- | ---- |
| Население | 7095 | 7641 | 7572 | 7820 | 8507 | 8580 | 8523 | 8478 | 8479 | 8472 | 8446 | 8522 |